# Bamberg
Bamberg o Bamberga es una ciudad en la región de Baviera, en Alemania, a orillas del río Regnitz.

## Historia
Durante los siglos posteriores al Imperio de Roma, la migración germana llegó a la diócesis de Bamberg, la cual estaba habitada por eslavos. El asentamiento fue mencionado por primera vez en el año 902, debido a la construcción del castillo de Babenberg, en honor a la familia que lo construyó. La región fue evangelizada por los monjes de la Orden benedictina y adscrita a la diócesis de Wurzburgo.
En 1007, el emperador Enrique II del Sacro Imperio Romano Germánico optó por separar Bamberg de la diócesis de Wurzburgo debido a que buscaba reducir de tamaño esa diócesis. En 1008 se logró mediante el consenso entre los obispos de Wurzburgo y Eichstätt, junto con la aprobación del Papa Juan XVIII, la definición de unos nuevos límites de la diócesis. La nueva catedral fue terminada en 1012, lo cual marcó el inicio de la nueva extensión diocesana. Cinco años más tarde se fundó un monasterio para el culto y la formación de los clérigos.
Alrededor del siglo XIII, los obispos forzaron al Imperio, permitiendo así construir grandes edificaciones en Bamberg. Siendo así el poder, que se habían obtenido vastos territorios, siendo todos perdidos por la Reforma, los cuales redujeron la extensión a la mitad.
En 1647, se funda la universidad de Bamberg, en un principio con el nombre de Academia Bambergensis.
En 1759, las posesiones y jurisdicciones de la diócesis fueron entregadas y vendidas a Austria. Cuando se produjo la secularización de la tierra, por parte de la iglesia, se llevó a efecto (1802), la extensión de tierra era de 3.305 km² y su población cercana a los 220 000 habitantes. En 1802 se independiza y en 1803 se une a Baviera.
En 1976, la Unión Astronómica Internacional aprobó poner el nombre de la ciudad a un cráter del planeta Marte, conocido como Bamberg.
En 1993, Bamberg fue incluido dentro de la lista del Patrimonio de la Humanidad.

## Educación
La Universidad de Bamberg es una institución pública alemana. Nacida de la antigua Academia Ottoniana, fundada en 1647, cuenta hoy con cuatro facultades:
- Filosofía y Letras, Teología, Geografía y Ciencias de la Cultura
- Psicología y Ciencias de la Educación
- Ciencias Sociales y Económicas
- Informática Empresarial e Informática Aplicada

Su población estudiantil asciende a los 12.161 (2022).

## Sitios de interés
El conjunto de la ciudad de Bamberg fue declarado Patrimonio de la Humanidad por la Unesco en el año 1993, abarcando un área protegida de 142 ha y una zona de respeto de 444 ha.
Dentro de este patrimonio se puede encontrar:
- La catedral (1004), con los restos de los reyes Enrique II y el Papa Clemente II
- La Residencia antigua (Alte Hofhaltung), residencia de los obispos entre el siglo XVI y siglo XVII
- La Residencia nueva (Neue Residenz), residencia de los obispos después del siglo XVII
- La Biblioteca Estatal de Bamberg (Staatsbibliothek Bamberg) en la Residencia Nueva
- El Ayuntamiento antiguo (Altes Rathaus, 1386), construido en una isla en el centro del río Regnitz.
- Schlenkerla, histórica taberna de cerveza ahumada local.

### Catedral
La Catedral es una estructura perteneciente al estilo arquitectónico románico, debido a las cuatro torres que se encuentran en la estructura lateral. Fue fundada en 1004 por el emperador Enrique II, terminada en 1012 y consagrada el 6 de mayo de 1012. El fuego la destruyó, en forma parcial, en el año 1081. La nueva catedral fue reconstruida por Otto de Bamberg y consagrada el año 1111. En el siglo XIII, recibió su forma románica tardía definitiva.
En la catedral, se encuentra El jinete de Bamberg, una estatua ecuestre de piedra, tallada probablemente entre 1225 y 1237.
El emperador Enrique II y su esposa Santa Cunegunda están enterrados en la catedral.

## Galería

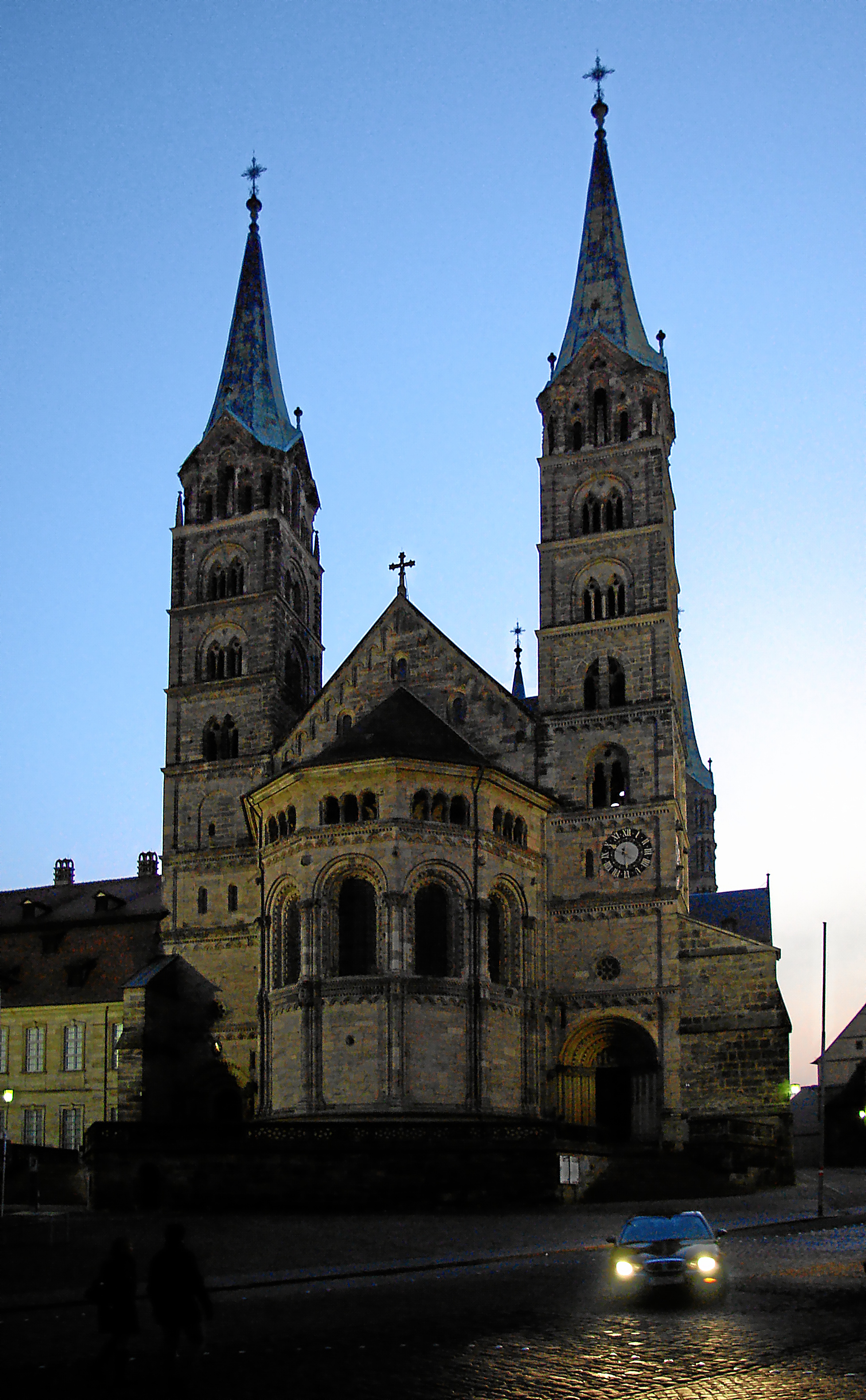
Catedral de Bamberg, fachada oriental
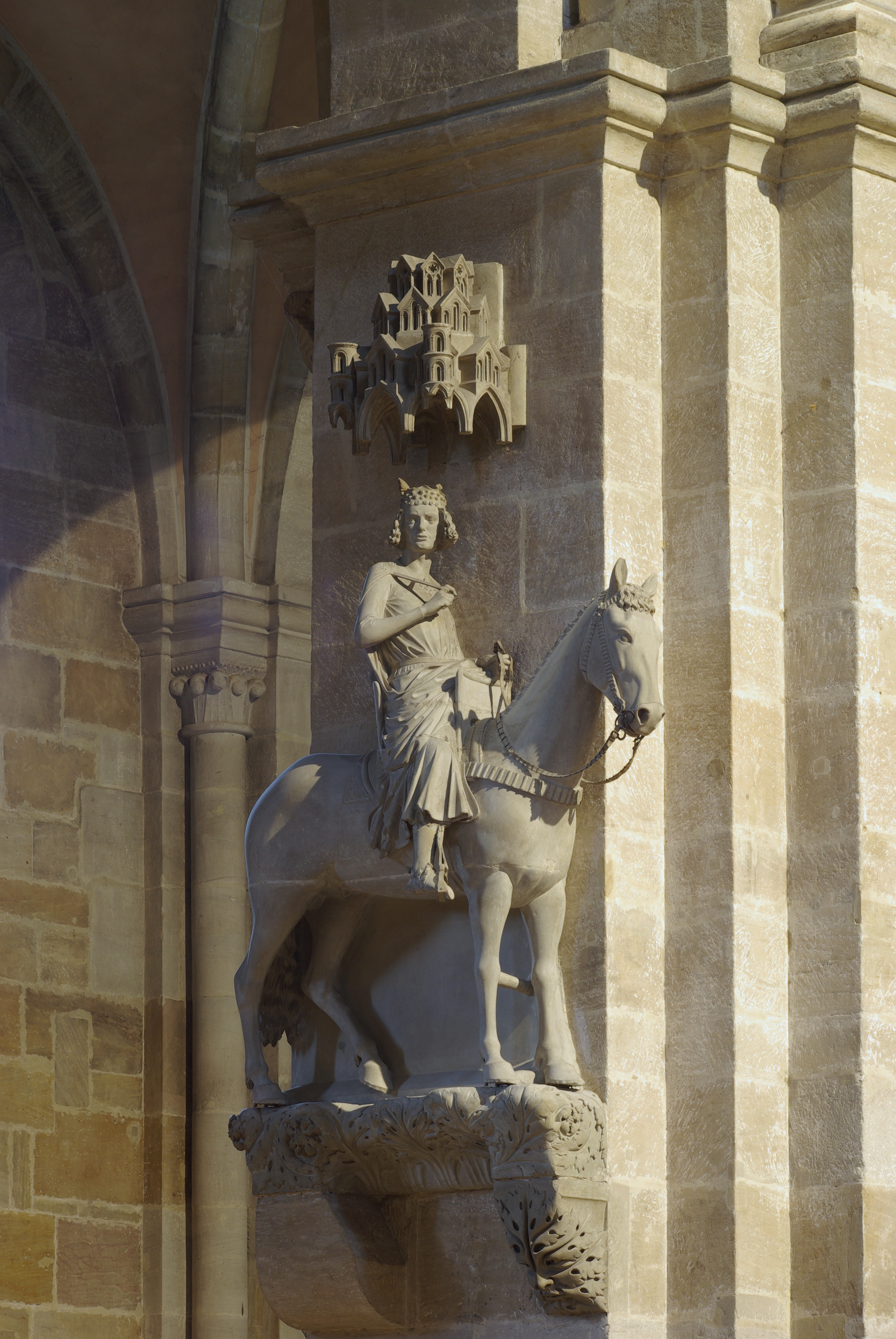
Jinete de Bamberg
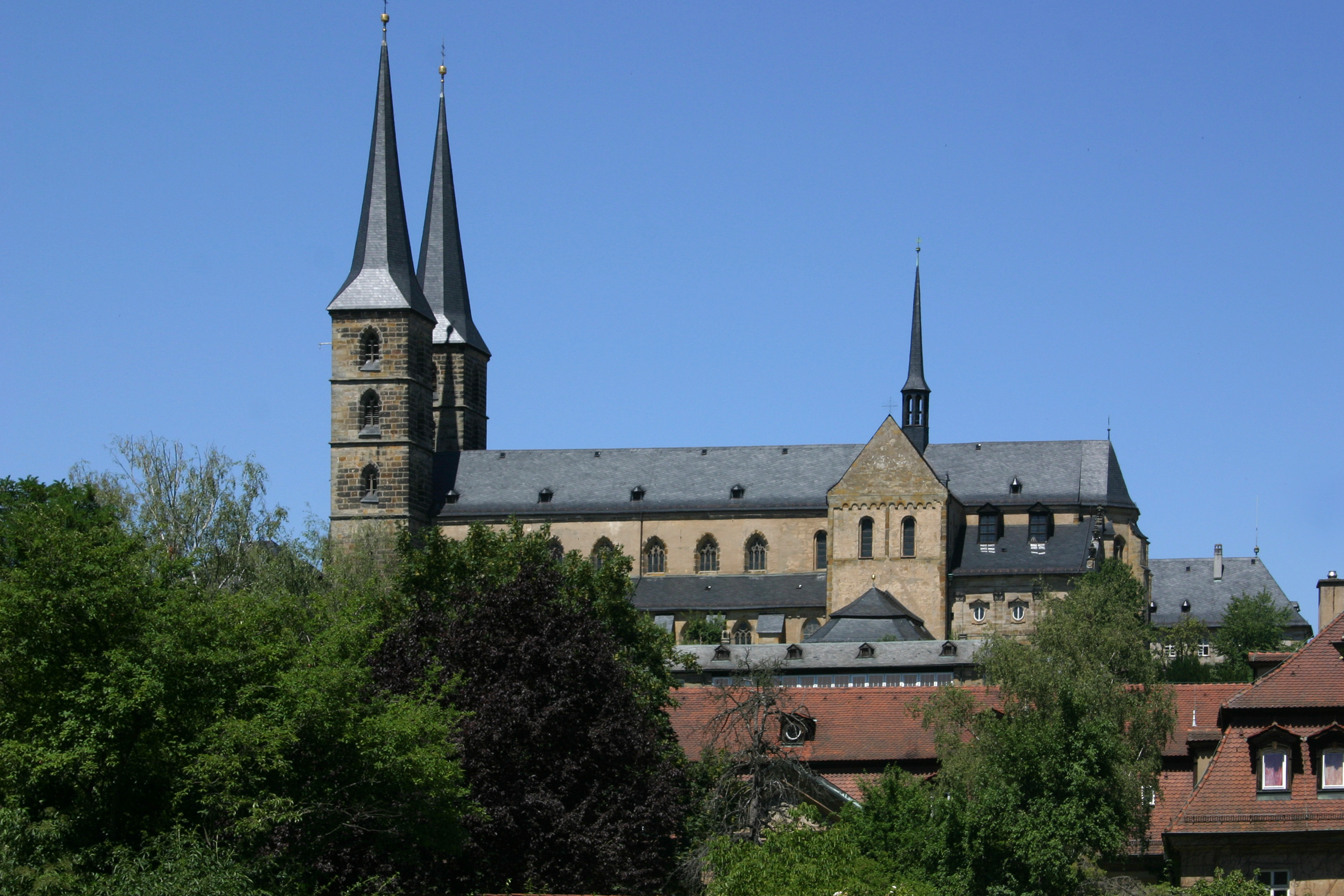
San Miguel
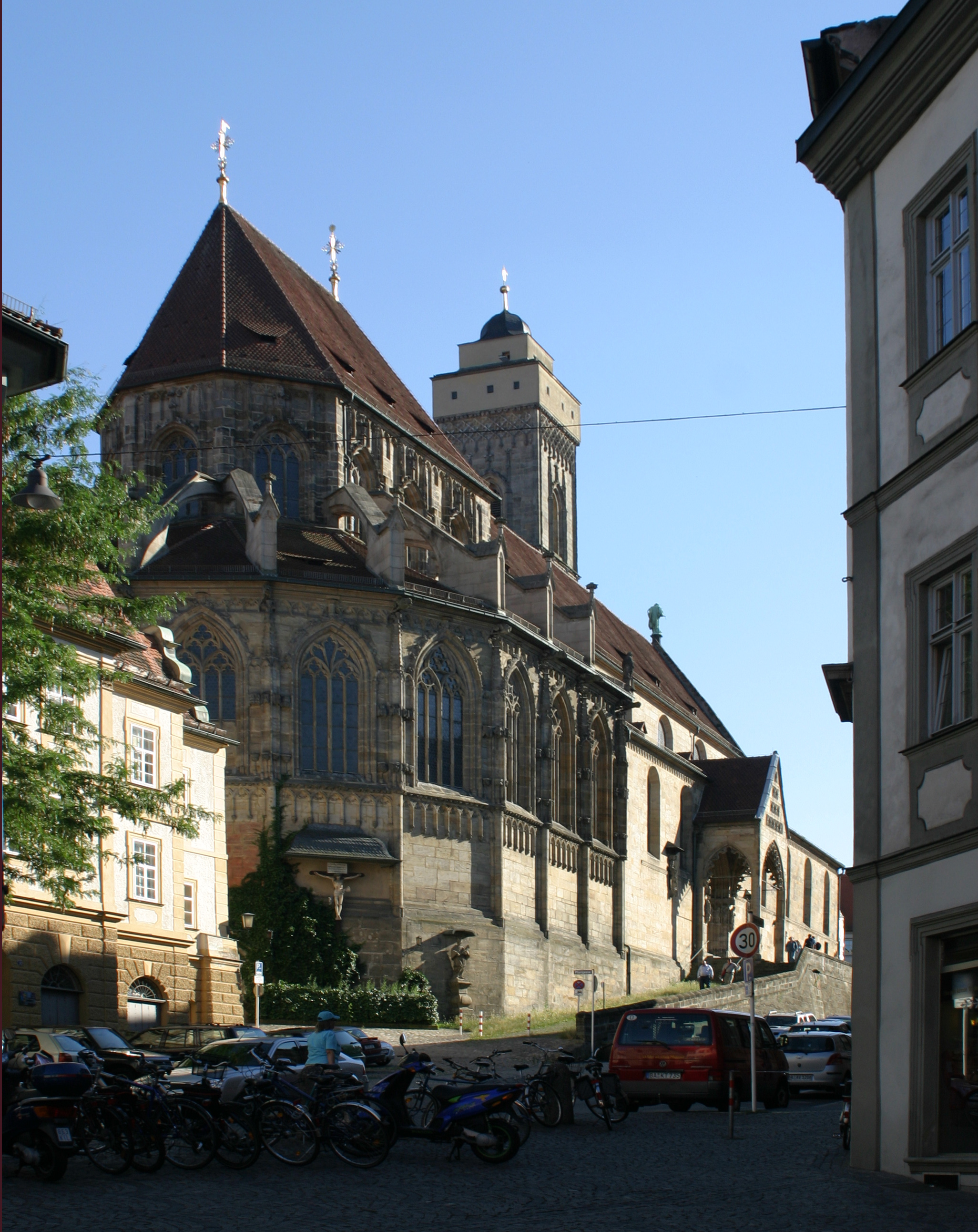
Obere Pfarre
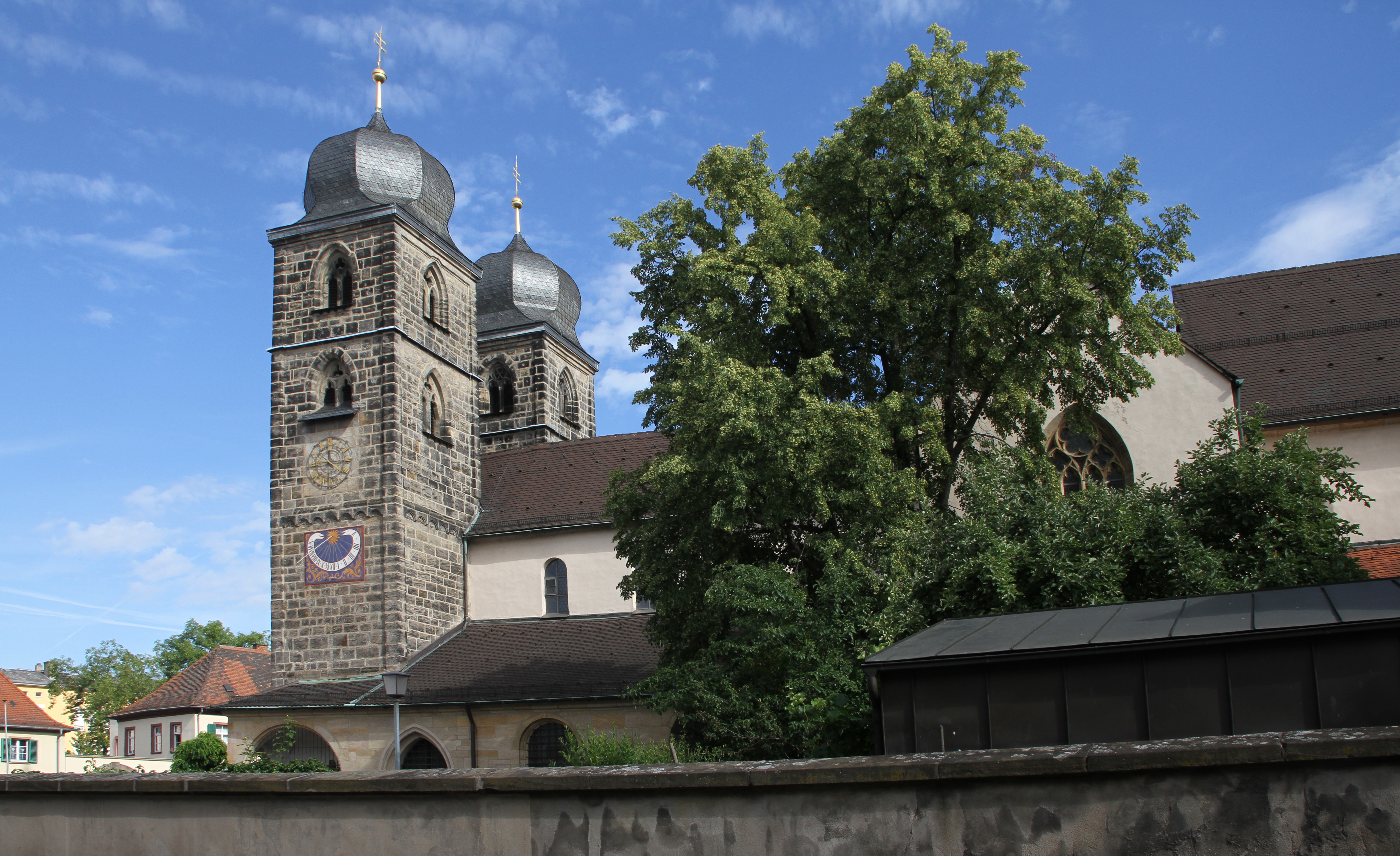
San Gangolfo
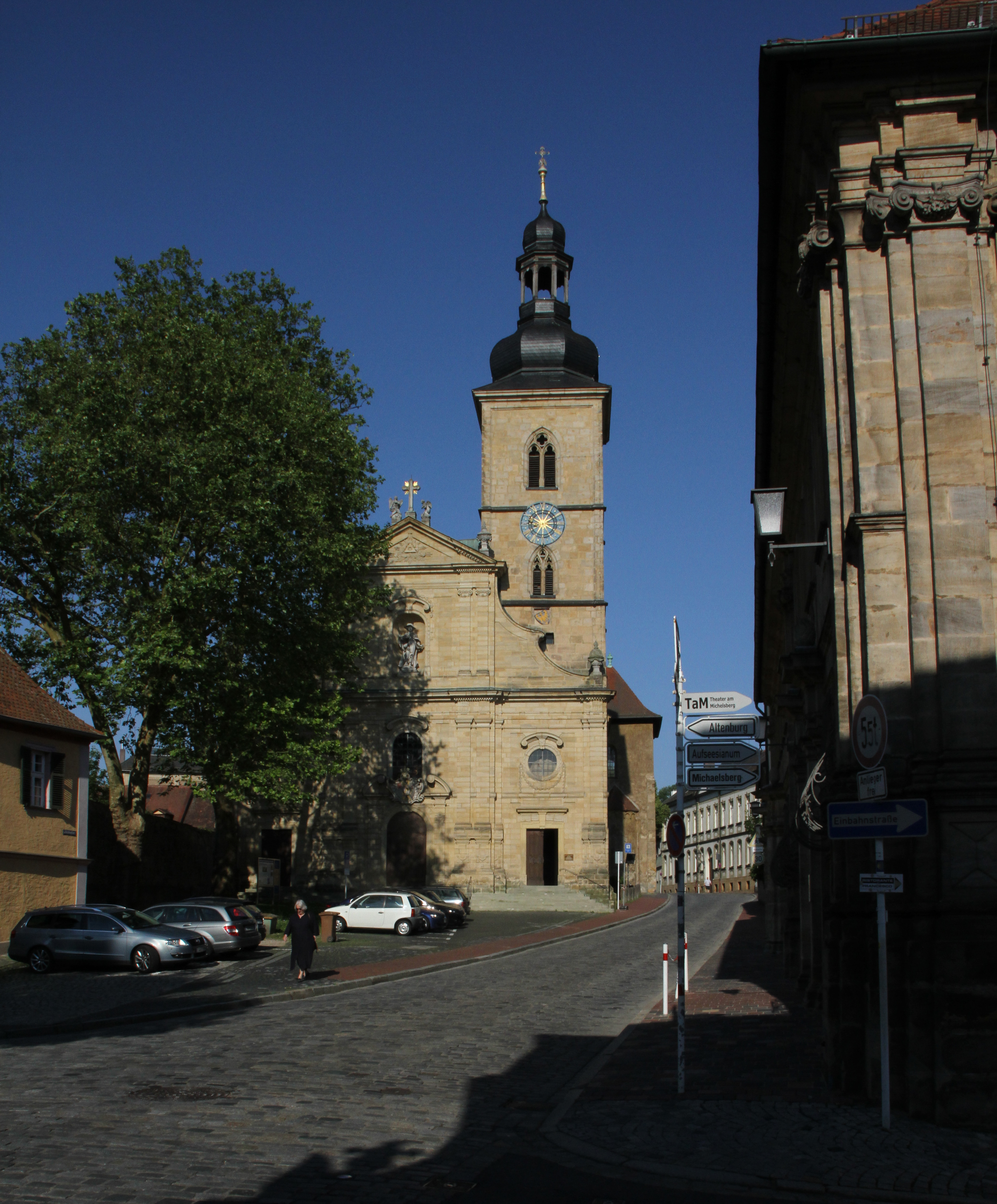
San Jaime
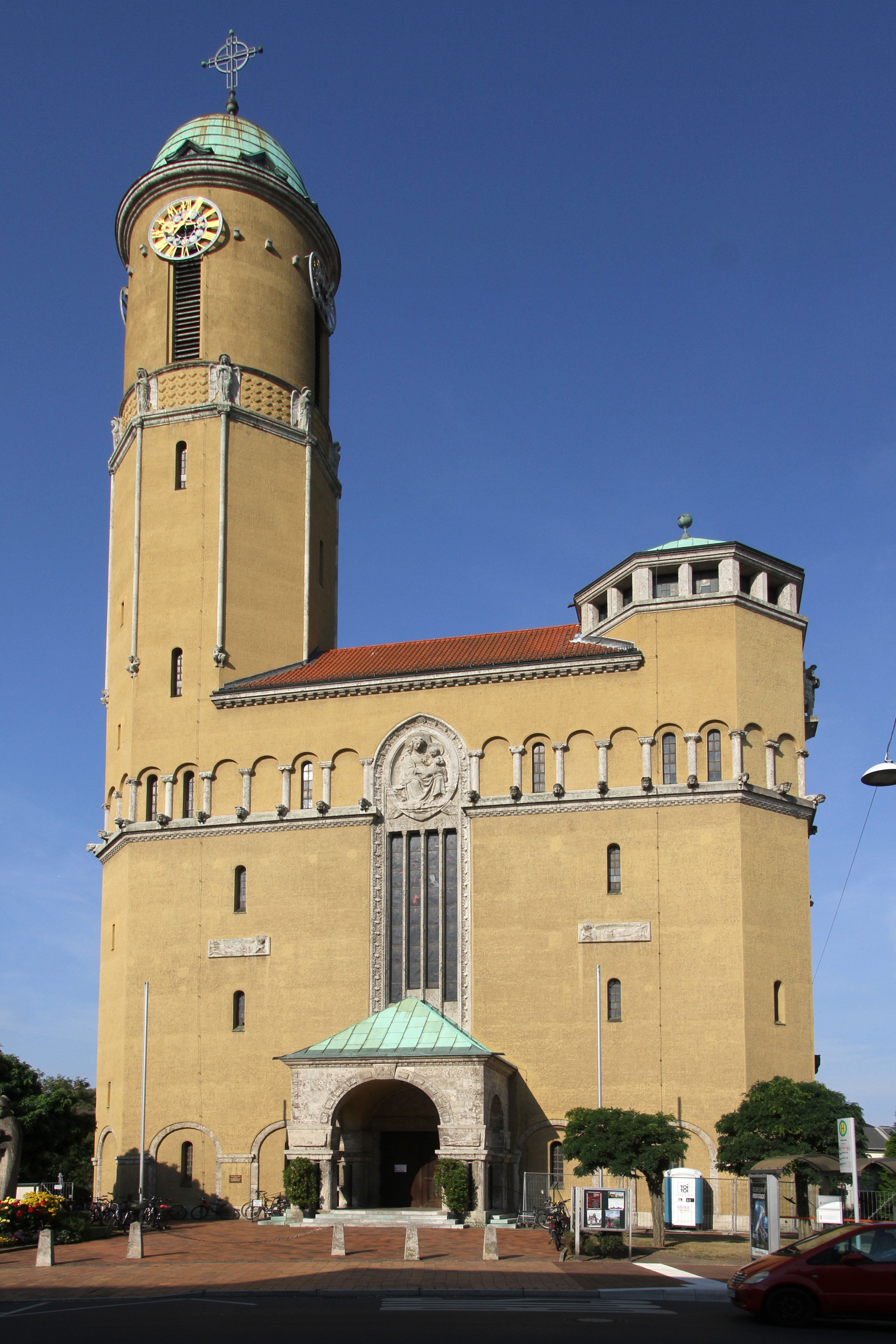
San Otón
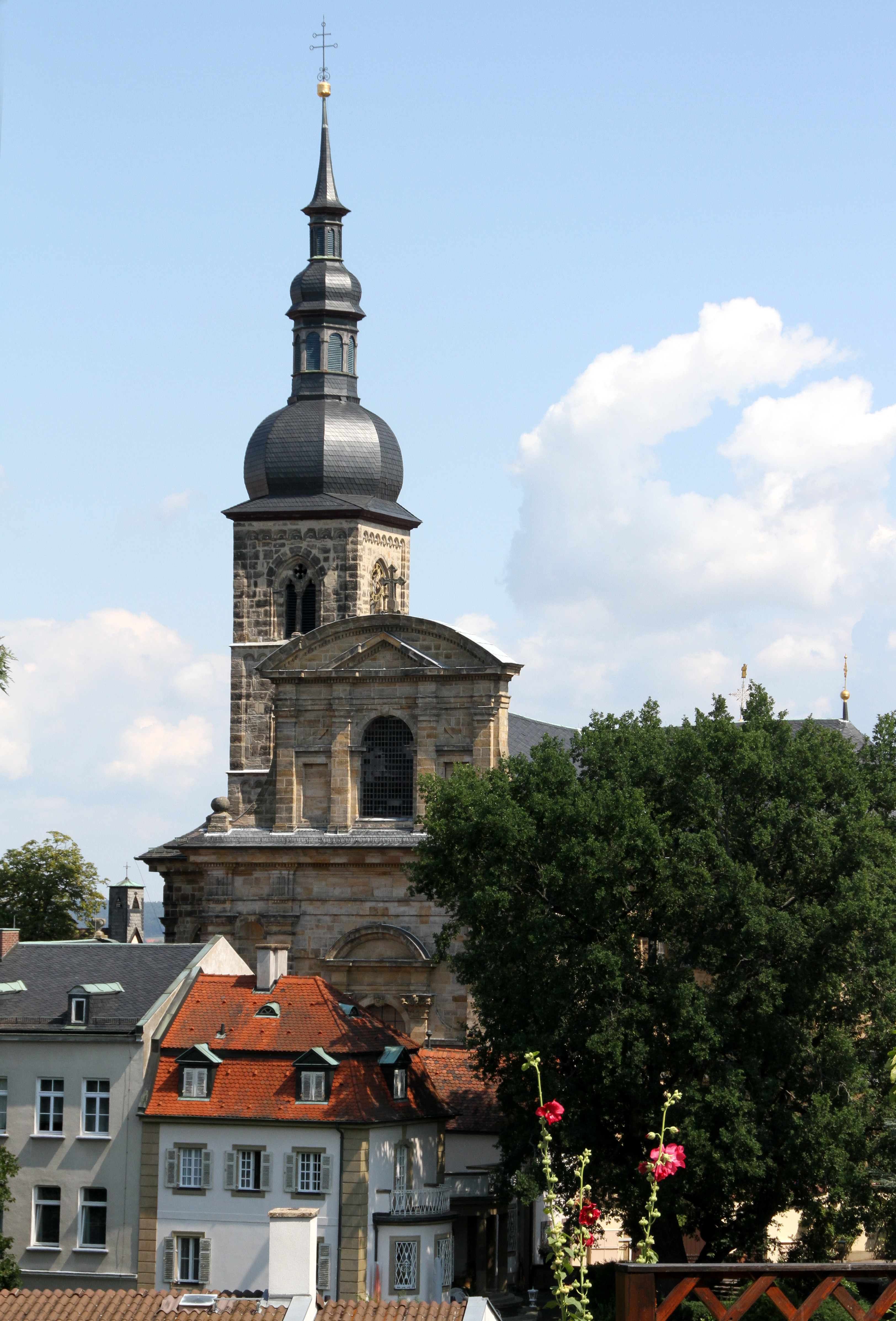
San Esteban
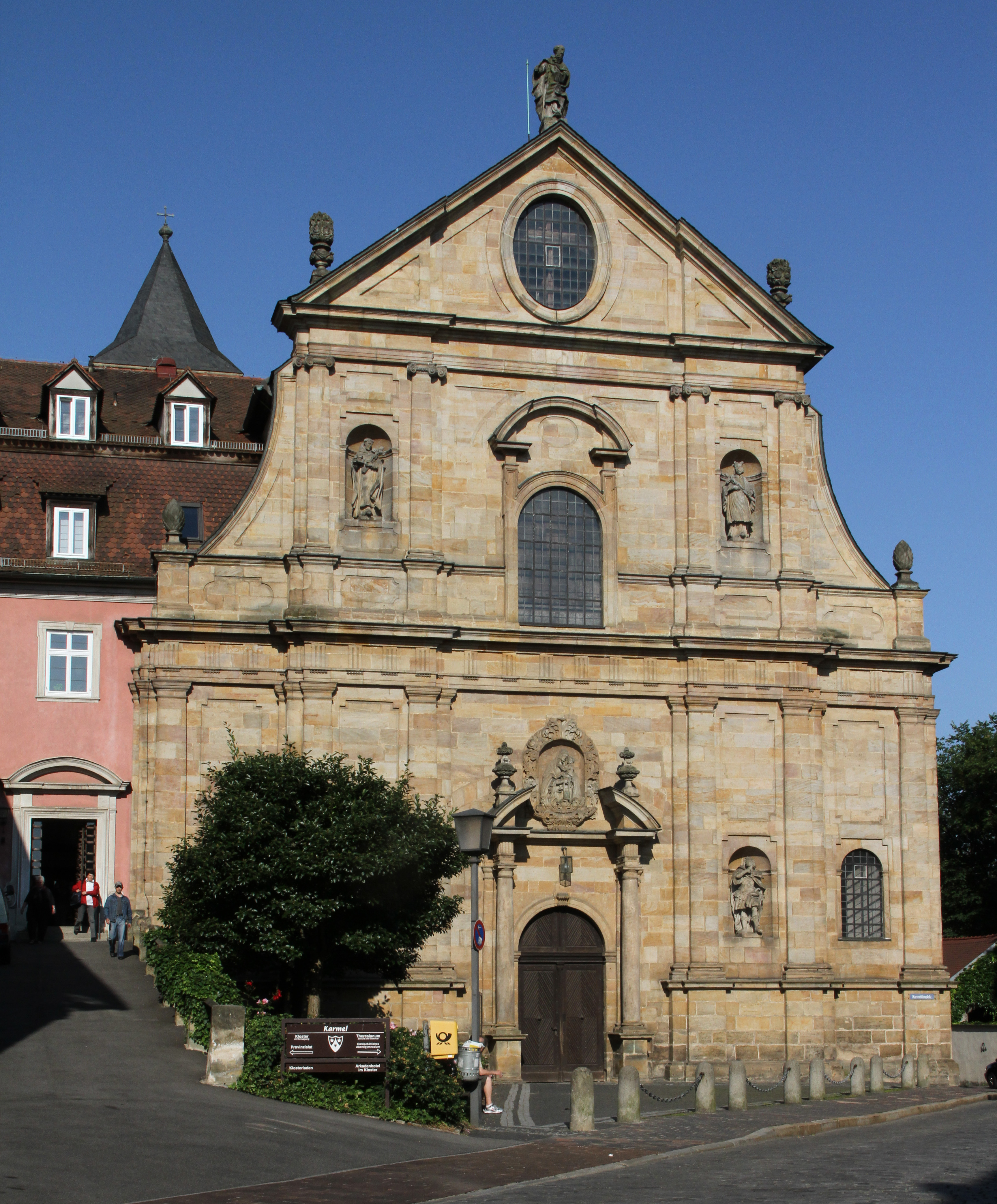
San Teodoro
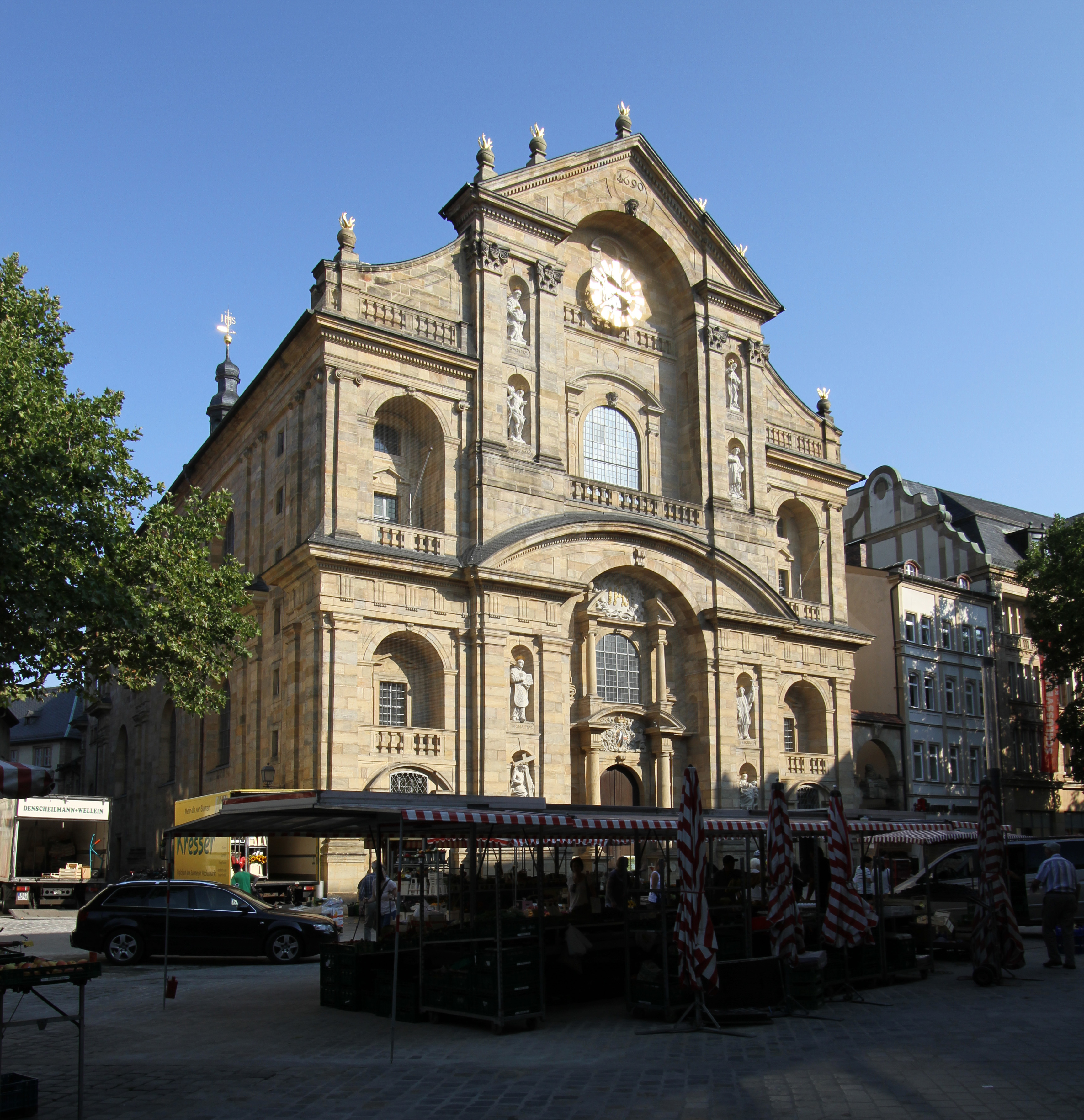
San Martín
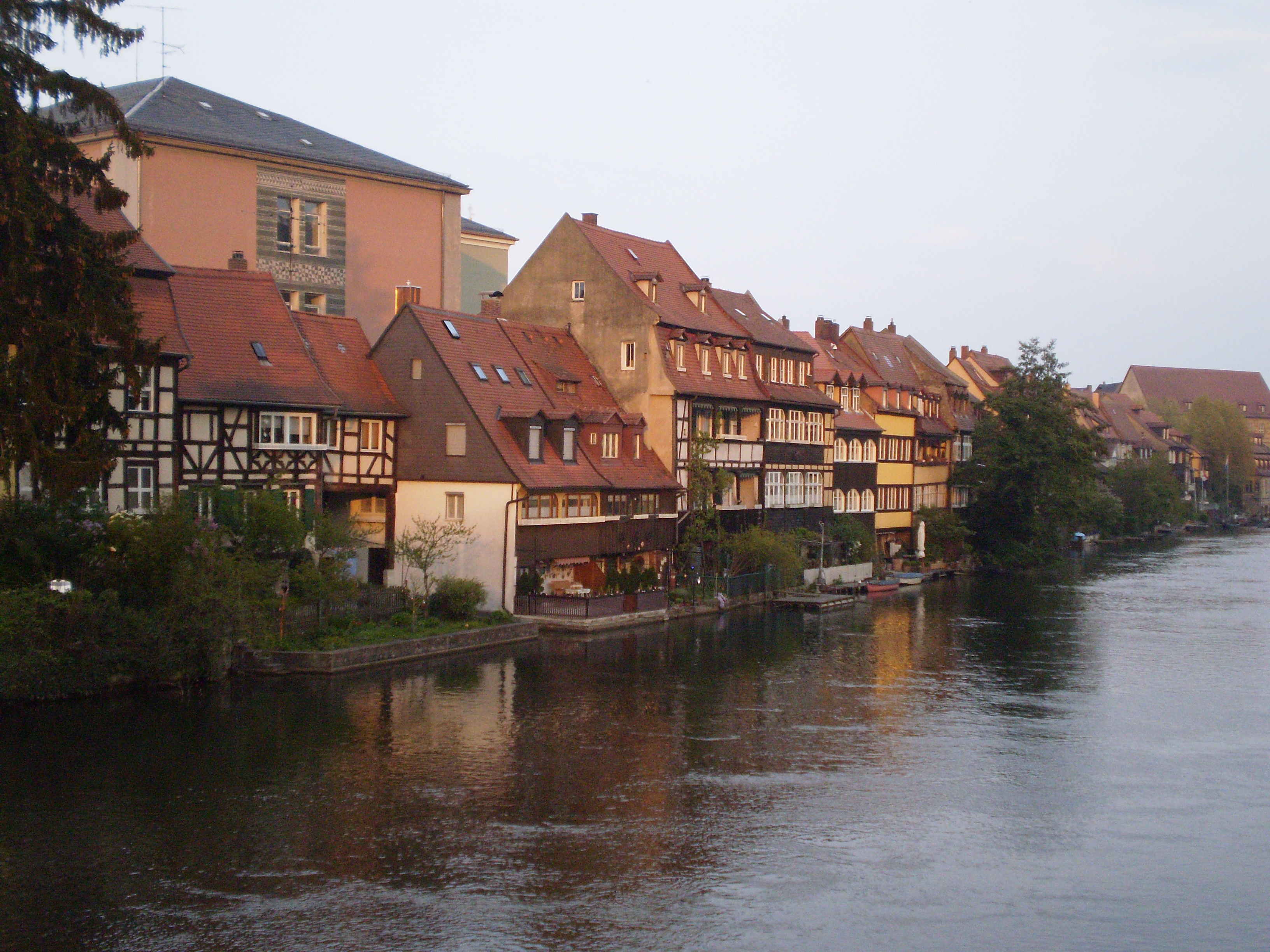
«Pequeña Venecia» a orillas del brazo izquierdo del río Regnitz

## Ciudades hermanadas
- Bedford, Inglaterra, Reino Unido
- Esztergom, Hungría
- Feldkirchen, Austria
- Fredonia, Nueva York, Estados Unidos
- Nagaoka, Niigata, Japón
- Praga, República Checa
- Rodez, Occitania, Francia
- Villach, Austria.